# Altrhein Maxau
Das Naturschutzgebiet Altrhein Maxau ist ein Naturschutzgebiet in Karlsruher Westen auf dem Gebiet des Altrheins. Es wird vom jüngeren Natur- und Landschaftsschutzgebiet Burgau umgeben.

## Lage und Umfang
Das Naturschutzgebiet hat eine Größe von etwa 35 ha. Es befindet sich im Karlsruher Stadtteil Knielingen und umfasst den nördlichen Teil des Baggersees Knielinger See. Im Westen grenzt es an Feldbereich des Hofgutes Maxau. Im Norden wird es durch die Bahnstrecke Winden–Karlsruhe begrenzt. Im Osten grenzt das Gebiet an den Leimengrubengrund, einen Teil des Karlsruher Stadtwaldes.
Das Naturschutzgebiet schließt sich an das Natur- und Landschaftsschutzgebiet Burgau an. Während Burgau 1989 ein Naturschutzgebiet wurde, galt dies für das Gebiet Altrhein Maxau bereits 1980. Das Gebiet ist sowohl EU-Vogelschutzgebiet (Rheinniederung Elchesheim – Karlsruhe) als auch FFH-Gebiet (Rheinniederung zwischen Wintersdorf und Karlsruhe). Es ist damit Teil des Natura-2000-Netzwerks und wurde im Rahmen des LIFE-Projekts „Lebendige Rheinauen bei Karlsruhe“ geschaffen.

## Schutzzweck
Das Naturschutzgebiet dient dazu, den Altrhein zu erhalten. An dieser Stelle finden sich Mäander, die bei natürlichen Verlagerungen des Flussbettes des Rheins als Seitenarme zurückblieben. Schützenswert sind die besonders typisch ausgeprägten Verlandungsgesellschaften und Gehölzzonen.
Des Weiteren wird das existierende Ökosystems geschützt und weiter entwickelt, das seltene, in der Rheinaue im Bestand bedrohten Tier- und Pflanzenarten beherbergt. Außerdem soll das Gebiet als Regenerationszone für den direkt verbundenen Kiessee Maxau dienen.